# شهرام گیل‌آبادی
شهرام گیل‌آبادی (زادهٔ ۱۳۵۱) نویسنده، کارگردان و تهیه‌کنندهٔ ایرانی است. او همچنین رئیس انجمن صنفی کارگردانان تئاتر ایران و مدرس کارگردانی، نویسندگی، ارتباطات و رسانه است.
گیل‌آبادی دارای دکترای مطالعات عالی با گرایش فلسفه هنر از دانشکده هنرهای زیبای دانشگاه تهران و عضو هیئت علمی دانشگاه صدا و سیما است. او از مدیران پیشین شبکه‌های رادیویی تهران، جوان، نمایش و مرکز هنرهای نمایشی رادیو و عضو هیئت مدیره سازمان فرهنگی و هنری شهرداری تهران و مؤسسه همشهری بوده است.

## اوایل زندگی و تحصیلات
شهرام گیل‌آبادی در سال ۱۳۵۱ در خرم‌آباد به دنیا آمد. او دکترای مطالعات عالی با گرایش فلسفه هنر دارد.

## فعالیت
گیل آبادی اولین کارهنری خود را در سال ۱۳۵۷ در کانون پرورش فکری کودکان و نوجوانان زیر نظر ابوالفضل رازانی انجام داد. سپس جذب گروه تئاتر آرش شد و تئاتر را زیر نظر حسین شیدایی و معصومه ذباح ادامه داد، نقاشی را زیر نظر استاد غلامرضا موسائیان و عکاسی ،فیلم‌سازی را در انجمن سینمای جوان زیر نظر استادانی مانند: حجت عزیزی و حمید گودرزی آغاز کرد، در سال ۱۳۶۶ گروه تئاتر میلاد را با فرزاد زیدی نژاد و تنی چند از همشهریانش تشکیل دادند.
در این گروه اولین کار ترکیبی عروسکی و سایه ای کودک را به نام حسنی و خورشید خانم اجرا کردند که این نمایش موفق شد به جشنواره منطقه ای راه یابد، در سال ۱۳۶۷ وارد رادیو خرم‌آباد و برنامه کودک شد و به شکل پیوسته تا سال۱۳۹۹ در رادیو قرآن، تهران، جوان، نمایش، پیام و مرکز هنرهای نمایشی رادیو به نویسندگی، کارگردانی، سردبیری، تهیه کنندگی، اجرا و مدیریت پرداخت.
وی سال ۱۳۷۳ در رشته تئاتر وارد دانشکده سینما-تئاتر دانشگاه هنر شد و کارشناسی و کارشناسی ارشد خود را در این دانشکده زیر نظر استادانی مانند: جلال ستاری، رکن الدین خسروی، حمید سمندریان، بهرام بیضایی، محمود عزیزی، ژاله آموزگار، سعیدکشن فلاح، رقیه بهزادی، هوشنگ آزادی ور، جابر عناصری، اکبر رادی، خسرو خورشیدی، پروانه مژده، منصور براهیمی، اکبر زنجانپور، بهزاد فراهانی، محمدرضا خاکی و … گذارنده است.
گیل آبادی چندین کتاب و مقاله را به رشته تحریر درآورده و در طول فعالیت‌های خود سی‌وپنج رتبه و تقدیر بین‌المللی و ملی از جشنواره‌های متفاوت فرهنگی هنری را کسب کرده است.

## اتهامات آزار جنسی
در سال ۱۴۰۱ حساب کاربری جنبش من هم ایران در توییتر روایت آزاردیدگان جنسی از برخورد گیل‌آبادی را زمانی که رئیس مرکز ارتباطات شهرداری و از مدیران محمدباقر قالیباف در شهرداری تهران و از مدیران ارشد صداوسیمای جمهوری اسلامی بود منتشر کرده است. این حساب هویت یکی از این زنان را «خبرنگار اجتماعی» معرفی کرده است. قربانیان تجاوز جنسی گیل‌آبادی می‌گویند او به بهانه‌های کاری آن‌ها را به دفتر کار خود در شهرداری می‌کشاند و در اتاق استراحت خود مورد تجاوز قرار می‌داد.
«بعد از اون اتفاق گاهی بهم پیام می‌داد و به واسطه کار و شغلم توی بعضی از رویدادها می‌دیدمش. اما از یک جایی به بعد دیگه نتونستم، هر کاری رو که ردی از شهرام گیل آبادی توش بود نمی‌پذیرفتم تا باهاش رودررو نشم.»— قربانی مورد تعرض
یکی از قربانیان که در زمان آزار دیدن به عنوان خبرنگار در گروه اجتماعی یک رسانه فعالیت داشته نوشته است که شهرام گیل‌آبادی در آن زمان پروژه «شبگردی» را در شهرداری اداره می‌کرد و «هر بار یه جماعتی رو برمی‌داشت با خودش می‌برد شب‌ها و نصفه‌شب‌های عجیب وغریب تهران رو ببینن.»
بر اساس این روایت، این مدیر ارشد شهرداری به بهانه نشان دادن «کارتن‌خواب‌ها، گرم‌خانه‌ها و پاتوق» با این خبرنگار زن که شناخت مناسبی در این زمینه داشت، ارتباط برقرار می‌کند و به بهانه نشان دادن «جایی که تا حالا ندیدی»، او را به دفتر کار خود می‌کشد.

## اتهام اختلاس
شهربانو امانی عضو شورای شهر تهران، ری و تجریش بیان کرد که چاپ سه جلد کتاب گزارش عملکرد شهرداری تهران توسط گیل آبادی که در ان زمان رئیس مرکز ارتباطات و امور بین‌الملل شهرداری تهران در دوره قالیباف بوده است هزینه‌ای بالغ بر بیست و هشت میلیارد تومان داشته است. این ادعا توسط گیل آبادی تکذیب شد. صبا آذرپیک اسناد دریافت خانه را از شهرداری قالیباف منتشر کرد.

## درخواست برکناری گیل آبادی
در واکنش به تذکر حافظی اعضای شورای شهر تهران، گیل آبادی از ادبیات بدی استفاده کرده بود و گفته بود: «خوب است بدانید بعضی‌ها در فکر و گفتار فساد دارند و بی انصافی را به حد غایت رسانده‌اند و به دنبال طرح نمایشی هستند تا خود را مطرح کنند». این سخنان باعث شد که اعضای شورای شهر نسبت به گیل آبادی موضع گرفته و درخواست برکناری او را داشته باشند.

## سطح تحصیلات
- منبع کلی سطح تحصیلات
- دیپلم علوم انسانی ۱۳۷۲ دبیرستان شهید سعیدی[نیازمند منبع]
- لیسانس نمایش گرایش کارگردانی ۱۳۷۷ دانشگاه هنر[نیازمند منبع]
- فوق لیسانس کارگردانی ۱۳۸۰ دانشگاه هنر[نیازمند منبع]
- دکتری پژوهش هنر از دانشکده هنرهای زیبای دانشگاه تهران ۱۳۸۶[نیازمند منبع]
- دانشجوی نمونه گروه هنر کشور سال ۱۳۷۷[نیازمند منبع]
- دانشجوی ممتاز گروه کارشناسی ارشد سال ۱۳۸۰ دانشکده سینما – تئاتر[نیازمند منبع]
- پژوهشگر و استاد نمونه سازمان صداوسیما ۱۳۹۰[نیازمند منبع]

## آثار

### برنامه‌های رادیویی
گیل‌آبادی بیش از یکصد نمایش و برنامه رادیویی را طراحی، تهیه و کارگردانی کرده و با صداپیشگانی چون ژاله علو، مهران دوستی، بهروز رضوی، رامین فرزاد، مهین نثری، پریچهر بهروان، صدرالدین شجره، مریم واعظ پور، حسین آهی، ژاله صادقیان، ژالاک، حمید منوچهری، حمید عاملی و دیگرانی که نامشان آمده همکاری داشته است.
| عنوان برنامه               | تهیه‌کننده                                      | سردبیر                    | گوینده                                                       | کارگردان       |
| -------------------------- | ---------------------------------------------- | ------------------------- | ------------------------------------------------------------ | -------------- |
| زنگ اول                    | شهرام گیل‌آبادی                                 | شهرام گیل‌آبادی            | فرشته مردانه، علیرضا کنگرلو                                  |                |
| مهمانی نوروزی              | خشایار رازقی                                   | شهرام گیل‌آبادی            | الهام صفوی‌زاده                                               |                |
| سراسیمه سلام               | شهرام گیل‌آبادی                                 | محمد نظرآبادی             | محمد صالح‌علا                                                 |                |
| کلبه تابستانی شب           | شهرام گیل‌آبادی                                 | مجید حسینی                | مهران دوستی                                                  |                |
| خیابان نقره‌ای شب           | شهرام گیل‌آبادی                                 | محمد نظرآبادی             | فرشید منافی                                                  |                |
| رادیو پیام، شامگاهی جمعه‌ها | شهرام گیل‌آبادی (کارشناس مؤلف)                  | شیرین فردمهرگان (نویسنده) | شهرام گیل‌آبادی                                               |                |
| رنگین‌کمان هنر              | شهرام گیل‌آبادی                                 | شهرام گیل‌آبادی            | نورشاهی، مه نگار                                             |                |
| تا انتها                   | شهرام گیل‌آبادی                                 | شیرین فردمهرگان (نویسنده) | سرور پاکنشان                                                 |                |
| من مست و تو دیوانه         | شهرام گیل‌آبادی                                 | شیرین فردمهرگان           | مهران دوستی                                                  |                |
| خانه دوست کجاست            | شهرام گیل‌آبادی                                 | شیرین فردمهرگان           | وحید جلیلوند                                                 |                |
| آغازی بر پایان             | شهرام گیل‌آبادی                                 | شهرام گیل آبادی           | مهران دوستی                                                  |                |
| پرومته در زنجیر            | فرشاد آذرنیا                                   | فریدون محرابی             | بهزاد فراهانی                                                | شهرام گیل‌آبادی |
| نمایش رادیویی «باغچه»      | فرشاد آذرنیا، محمدرضا قبادی فر، محمدرضا محتشمی |                           | شهین‌دخت نجف‌زاده، رؤیا فلاحی، مجتبی طباطبایی، بهرام سروری‌نژاد | شهرام گیل‌آبادی |

### کارگردانی تئاتر
| سال  | عنوان تئاتر                        | نویسنده                                     | محل اجرا                                                          |
| ---- | ---------------------------------- | ------------------------------------------- | ----------------------------------------------------------------- |
| ۱۴۰۲ | ۶۵۷                                | محمد چرمشیر و شهرام گیل‌آبادی                | تماشاخانه ایرانشهر، سالن استاد سمندریان                           |
| ۱۴۰۱ | بودن                               | امین رهبر                                   | تالار حافظ                                                        |
| ۱۴۰۰ | عاشقانه‌ها                          | محمد چرمشیر، بهمن عباس پور و شهرام گیل‌آبادی | تماشاخانه ایرانشهر، سالن استاد سمندریان و پردیس تئاتر شهرزاد      |
| ۱۳۹۹ | آیینه یک روز زنده است              | سوفوکل و بازخوانی شهرام گیل‌آبادی            | شبکهٔ نمایش خانگی                                                  |
| ۱۳۹۸ | عاشقانه‌ها خیابان                   | محمد چرمشیر، بهمن عباس پور و شهرام گیل‌آبادی | تماشاخانه ایرانشهر، سالن استاد سمندریان                           |
| ۱۳۹۶ | یک دقیقه و سیزده ثانیه             | محمد چرمشیر، بهمن عباس پور و شهرام گیل‌آبادی | تماشاخانه ایرانشهر، سالن استاد سمندریان و پردیس تئاتر شهرزاد      |
| ۱۳۹۵ | سپنج رنج و شکنج فرخنده             | محمود استادمحمد                             | تئاتر شهر                                                         |
| ۱۳۹۱ | ایرانیان                           | آیسخولوس (آشیل) و بازخوانی شهرام گیل‌آبادی   | اداره تئاتر و سالن استاد انتظامی                                  |
| ۱۳۹۰ | خلواره                             | ساموئل بکت                                  | سالن استاد انتظامی                                                |
| ۱۳۸۹ | آواز از دورترین کرانه مه آلود زمین | سوفوکل و بازخوانی ایوب آقاخانی              | تئاتر شهر                                                         |
| ۱۳۸۸ | ساعت هشت و نیم                     | شهرام گیل‌آبادی                              | تئاتر شهر                                                         |
| ۱۳۸۴ | گذر شب و مهسا پلنگ                 | شهرام گیل‌آبادی                              | تماشاخانه هنر، سالن استاد خسرو خورشیدی                            |
| ۱۳۸۰ | پیوند خونی                         | آثول فوگارد                                 | تالار مولوی و تئاتر شهر                                           |
| ۱۳۷۹ | آرش                                | بهرام بیضاییبازخوانی شهرام گیل‌آبادی         | تالار مولوی                                                       |
| ۱۳۷۹ | محاکمه                             | شهرام گیل‌آبادی                              | تماشاخانه هنر، سالن استاد خسرو خورشیدی                            |
| ۱۳۷۹ | من و غروب و جاده                   | بهرام صادقی مزیدی                           | تالار مولوی                                                       |
| ۱۳۷۸ | شکسپیر من                          | ویلیام شکسپیر و بازنمایی شهرام گیل‌آبادی     | تماشاخانه هنر، سالن استاد خسرو خورشیدی                            |
| ۱۳۷۵ | جزیره                              | آثول فوگارد                                 | تماشاخانه هنر، سالن استاد خسرو خورشیدی                            |
| ۱۳۷۵ | بچه تابستان                        | حسن حامد                                    | تالار هنر                                                         |
| ۱۳۷۵ | حکمی برای دادگاه یک زن             | توفیق الحکیم و بازخوانی شهرام گیل‌آبادی      | تماشاخانه هنر، سالن استاد خسرو خورشیدی و دانشگاه هنر، سالن فارابی |
| ۱۳۷۴ | تصویرهای شکسته                     | شهرام گیل‌آبادی                              | تالار مولوی و تئاتر شهر                                           |
| ۱۳۷۳ | بانو                               | اسماعیل فیروزی                              | تئاتر شهر                                                         |
| ۱۳۷۰ | شب یلدا                            | حسن حامد                                    | تالار هنر                                                         |
| ۱۳۷۰ | جزیره                              | آثول فوگارد                                 | خرم‌آباد سالن ارشاد                                                |
| ۱۳۶۹ | دیب                                | حسن حامد                                    | خرم‌آباد سالن ارشاد                                                |
| ۱۳۶۸ | در گوش من زمزمه کن                 | حسن لطفی و شهرام گیل‌آبادی                   | خرم‌آباد سالن شهرداری                                              |
| ۱۳۶۸ | خانه اربابی                        | اسماعیل فیروزی                              | خرم‌آباد سالن ارشاد                                                |

### فیلم سینمایی
| سال  | عنوان فیلم        | کارگردان        | سمت       |
| ---- | ----------------- | --------------- | --------- |
| ۱۴۰۱ | جنگل واژگون       | کامیار صالح پور | تهیه‌کننده |
| ۱۴۰۰ | مهمانی از کارائیب | بهزاد فراهانی   | تهیه‌کننده |
| ۱۳۹۹ | لاک‌پشت و حلزون    | رضا حماسی       | تهیه‌کننده |

### فیلم مستند
| سال  | عنوان مستند                 | نوع           | سمت                  | توضیحات                                                            |
| ---- | --------------------------- | ------------- | -------------------- | ------------------------------------------------------------------ |
| ۱۳۹۵ | پیش از سی سالگی             | مستند اجتماعی | تهیه‌کننده            | کارگردان آرتا تاری                                                 |
| ۱۳۹۳ | خیابان کاغذی                | مستند اجتماعی | تهیه‌کننده و کارگردان | مستندی در مورد تبلیغات چهار دوره انتخابات ریاست جمهوری در خیابان‌ها |
| ۱۳۹۲ | تا انتهای رسیدن             | مستند اجتماعی | تهیه‌کننده و کارگردان |                                                                    |
| ۱۳۹۰ | سفید به رنگ آغاز            | مستند اجتماعی | کارگردان             | تهیه‌کننده صادق داوری فر، ۲۰ قسمت                                   |
| ۱۳۸۹ | این آدمها سیاه و سفید هستند | مستند اجتماعی | کارگردان             | تهیه‌کننده صادق داوری فر، ۴۰ قسمت                                   |
| ۱۳۹۹ | مسیح در مه                  | مستند اجتماعی | تهیه‌کننده و کارگردان | مستندی در مورد تراجنسیتی‌ها                                         |
| ۱۳۸۴ | من مست و تو دیوانه          | مستند اجتماعی | تهیه‌کننده و کارگردان |                                                                    |
| ۱۳۸۰ | آغازی بر پایان              | مستند اجتماعی | تهیه‌کننده و کارگردان |                                                                    |
| ۱۳۷۸ | راحله                       | مستند اجتماعی | کارگردان             | تهیه‌کننده تلویزیون                                                 |
| ۱۳۷۳ | کاسه اشکنک                  | مستند اجتماعی | کارگردان             | تهیه‌کننده سینمای جوان                                              |

### نمایشگاه‌ها
| سال  | عنوان اثر               | محل نمایش               | توضیحات                   |
| ---- | ----------------------- | ----------------------- | ------------------------- |
| ۱۴۰۰ | رستگاری                 | گالری کاما              | نمایشگاه گروهی، فاین‌آرت   |
| ۱۳۹۹ | رقص جنون شقایق‌ها        | گالری کاما              | نمایشگاه انفرادی، خط‌نگاره |
| ۱۳۹۹ | ماسک بزن                | گالری کاما              | نمایشگاه گروهی، فاین‌آرت   |
| ۱۳۹۸ | لبخند با شکوه آقای رادی | گالری شیرین             | نمایشگاه گروهی، خط‌نگاره   |
| ۱۳۹۵ | خطنگار                  | نگارستان شهر            | نمایشگاه انفرادی          |
| ۱۳۹۱ | تهران - طهران           | نگارستان شهر            | نمایشگاه گروهی، عکس       |
| ۱۳۹۰ | رنگین نگاره‌ها           | نگارستان شهر            | نمایشگاه گروهی، نقاشی‌خط   |
| ۱۳۸۶ | کعبه‌وار                 | گالری فرهنگسرای نیاوران | نمایشگاه انفرادی          |
| ۱۳۷۹ | لحظه‌های ماندگار         | نگارخانه هنر            | نمایشگاه انفرادی          |
| ۱۳۷۹ | ردپا                    | نگارخانه هنر            | نمایشگاه گروهی            |
| ۱۳۶۹ | عکاسی اجتماعی           | خرم‌آباد، نگارخانه ارشاد | نمایشگاه گروهی            |
| ۱۳۶۷ | طبیعت مجنون             | خرم‌آباد، نگارخانه ارشاد | نمایشگاه گروهی            |
| ۱۳۶۶ | نقاشی آزاد              | خرم‌آباد، نگارخانه ارشاد | نمایشگاه گروهی            |

### کتاب‌ها
| سال  | عنوان کتاب                                | ناشر                      | موضوع                           |
| ---- | ----------------------------------------- | ------------------------- | ------------------------------- |
| ۱۴۰۲ | ششصد و پنجاه و هفت                        | نوآزما                    | نمایشنامه                       |
| ۱۴۰۰ | شصت و یک                                  | انتشارات نمایش            | نمایشنامه‌های یک دقیقه‌ای رادیویی |
| ۱۳۹۹ | عاشقانه‌های خیابان                         | نوآزما                    | نمایشنامه                       |
| ۱۳۹۹ | یک دقیقه و سیزده ثانیه                    | نوآزما                    | نمایشنامه                       |
| ۱۳۹۹ | ارتباطات تئاتر                            | انتشارات نمایش            | کتاب تخصصی تئاتر                |
| ۱۳۹۹ | تقارن هم‌سو و دور هم‌گرا                    | انتشارات سیمای شرق        | مدیریت رسانه                    |
| ۱۳۹۶ | چهل سرود بر هاشورهای دستان مردان کوهستانی | مایا                      | شعر                             |
| ۱۳۹۵ | دورنگاه ارتباطات، فرهنگ و توسعه           | انتشارات گسترش فرهنگ کتاب | برنامه‌ریزی فرهنگی               |
| ۱۳۹۵ | جهان شبکه ای شبکه جهانی                   | سیمای شرق                 | قدرت بازاریابی رسانه‌های اجتماعی |
| ۱۳۹۳ | کتاب کوچک مصاحبه                          | نویسه پارسی               | اسلوب مصاحبه رسانه‌ای            |
| ۱۳۹۳ | جهان فرانو                                | انتشارات شهر              | ارتباطات راهبردی                |
| ۱۳۹۲ | عصر بی سرزمین                             | نگارش شرق                 | دیپلماسی رسانه                  |
| ۱۳۹۱ | مقدمه ای بر فراتئاتر و روایتی دیگر        | دانشگاه صدا و سیما        | تخصصی تئاتر                     |

## سوابق
منبع: سوابق تحصیلات و شغلی و اجرایی و تألیف و ترجمه… ایشان را در سایت دانشگاه صدا و سیما ببینید
- عضو هیئت مدیره مؤسسه مطبوعاتی همشهری
- رئیس مرکز ارتباطات و امور بین‌الملل شهرداری تهران
- مدیرعامل و رئیس هیئت عامل خانه تئاتر
- مدیر سابق رادیو جوان[۳۶]
- رئیس اداره کل نمایش رادیو[۳۷]
- هم‌اکنون رئیس انجمن صنفی کارگردانان تئاتر
- هم‌اکنون عضو شورای ملی ثبت میراث ناملموس وزارت میراث فرهنگی[۳۸]
- عضویت در شورای سیاست‌گذاری و هیئت داوران جشنواره چندرسانه میراث فرهنگی[۳۹]
- داور بخش مسابقه آثار صحنه‌ای چهل و سومین جشنواره بین‌المللی تئاتر فجر[۴۰]
- داور آثار نمایش خانگی «دیدار» در بخش غیر نمایشی[۴۱]
- دبیر جشنواره سراسری طواف تا ولایت[۴۲]

## جوایز و افتخارات
۱_ تقدیر ویژه از وزارت آموزش و پرورش برای برگزیده جشنواره عکس کشور در بخش طبیعت. (۱۳۷۳)
۲_ تندیس و دیپلم افتخار دهمین جشنواره تئاتر دانشجویان کشور برای کارگردانی نمایش تصویرهای شکسته. (۱۳۷۴)
۳_ تندیس و یادواره افتخار بخش عکس جشنواره سینمای جوان ایران. (۱۳۷۲)
۴_ تقدیر ویژه برای کارگردانی نمایش بانو در جشنواره بین‌المللی تئاتر فجر. (۱۳۷۳)
۵_ تقدیرنامه برای کسب رتبه اول عکاسی وزارت آموزش و پرورش. (۱۳۶۹)
۶_ کاندیدای کارگردانی، نمایشنامه نویسی و طراحی صحنه در دهمین جشنواره تئاتر دانشجویان. (۱۳۷۴)
۷_ دعوت از فیلم راحله برای حضور در جشنواره فیلم‌های کوتاه مونیخ. (۱۳۷۵)
۸_ تندیس و لوح تقدیر از یازدهمین جشنواره تئاتر دانشجویان کشور.
۹_ تقدیرنامه از ریاست محترم جمهوری در سال ۱۳۷۷ به عنوان دانشجوی نمونه هنر کشور.
۱۰_ تقدیر جشنواره جهانی ABU برای ساخت برنامه رادیویی آغازی بر پایان سال. (۱۳۸۱)
۱۱_ تندیس و تقدیر ویژه در بیست و هفتمین جشنواره بین‌المللی تئاتر فجر. (۱۳۸۷)
۱۲_ تقدیر از کنفرانس بین‌المللی روابط عمومی (به عنوان رسانه برتر و مدیر برتر رسانه‌ایی). (۱۳۸۶)
۱۳_ تندیس و تقدیر از جشنواره بین‌المللی رادیو در سه دوره. (۱۳۷۹٬۱۳۸۰٬۱۳۸۳)
۱۴_ تندیس و دیپلم افتخار کارگردانی از سی و نهمین جشنواره بین‌المللی تئاتر فجر. (۱۳۹۹)
۱۵_ تندیس و دیپلم افتخار بهترین اثر نمایشی از سی و نهمین جشنواره بین‌المللی تئاتر فجر. (۱۳۹۹)